# Тропарёво (станция метро)
«Тропарёво» — станция Московского метрополитена, расположена на Сокольнической линии между станциями «Юго-Западная» и «Румянцево». Располагается на границе района Тропарёво-Никулино Западного административного округа и района Тёплый Стан Юго-Западного административного округа Москвы, к юго-западу от места слияния проспекта Вернадского и Ленинского проспекта. Станция была открыта 8 декабря 2014 года и стала конечной южного радиуса линии до её продления 18 января 2016 года на один перегон до станции «Румянцево». Получила название по району Тропарёво-Никулино.

## Архитектура и оформление

### Станционный зал
Конструкция станции — односводчатая мелкого заложения (глубина — 12 м). Проект был разработан коллективом проектно-конструкторского бюро «Инжпроект». Авторы архитектурного решения — А. И. Тарасов, Н. Д. Деев, Д. Ж. Поляков. Станция запроектирована односводчатой с одним рядом встроенных в пол и направленных к потолку декоративных структур с отблескивающей металлической поверхностью, стилизованных под деревья (это связано с тем, что Тропарёво у москвичей ассоциируется с одноимённым лесопарком), как на «Алма-Атинской». Проект предусматривал, что, в отличие от последней, структуры не содержали бы дополнительных элементов освещения, а равномерно бы распределяли его за счёт своей яркости и подвешенных на потолке зеркал (сам свет исходил бы из диодов, подвешенных между зеркалами и деревьями). Приблизительно такой же потолочный дизайн уже воплощён на действующей станции «Лермонтовский проспект» Таганско-Краснопресненской линии, но там своеобразный потолок держат сразу несколько пластинчатых опор.
После монтирования первой вставки в мае 2014 года, тем не менее, стало понятно, что данный проект неосуществим в силу неудобств, связанных, во-первых, со слишком ярким зеркальным отражением подсветки от пола, а во-вторых, с чрезмерной нагрузкой тонких проводков на декоративные деревья, создающих опасность для стоящих на платформе людей при ветровых потоках. В июле 2014 года первая смонтированная очередь потолочных зеркал и световых дорожек была демонтирована, а в августе «Инжпроект» представил иной проект отделки, в рамках которого потолочные конструкции представляют собой круглые люстры-светильники, окружающие крону деревьев. Таким образом, исчезла необходимость в монтировании огромных зеркальных панно, а также опасность нагрузки на опоры чрезмерного веса. Из-за изменений в проекте строительство станции было замедлено с июля по сентябрь 2014 года, что привело к сдвигу даты открытия примерно на 3 месяца.

Изначальный проект станции
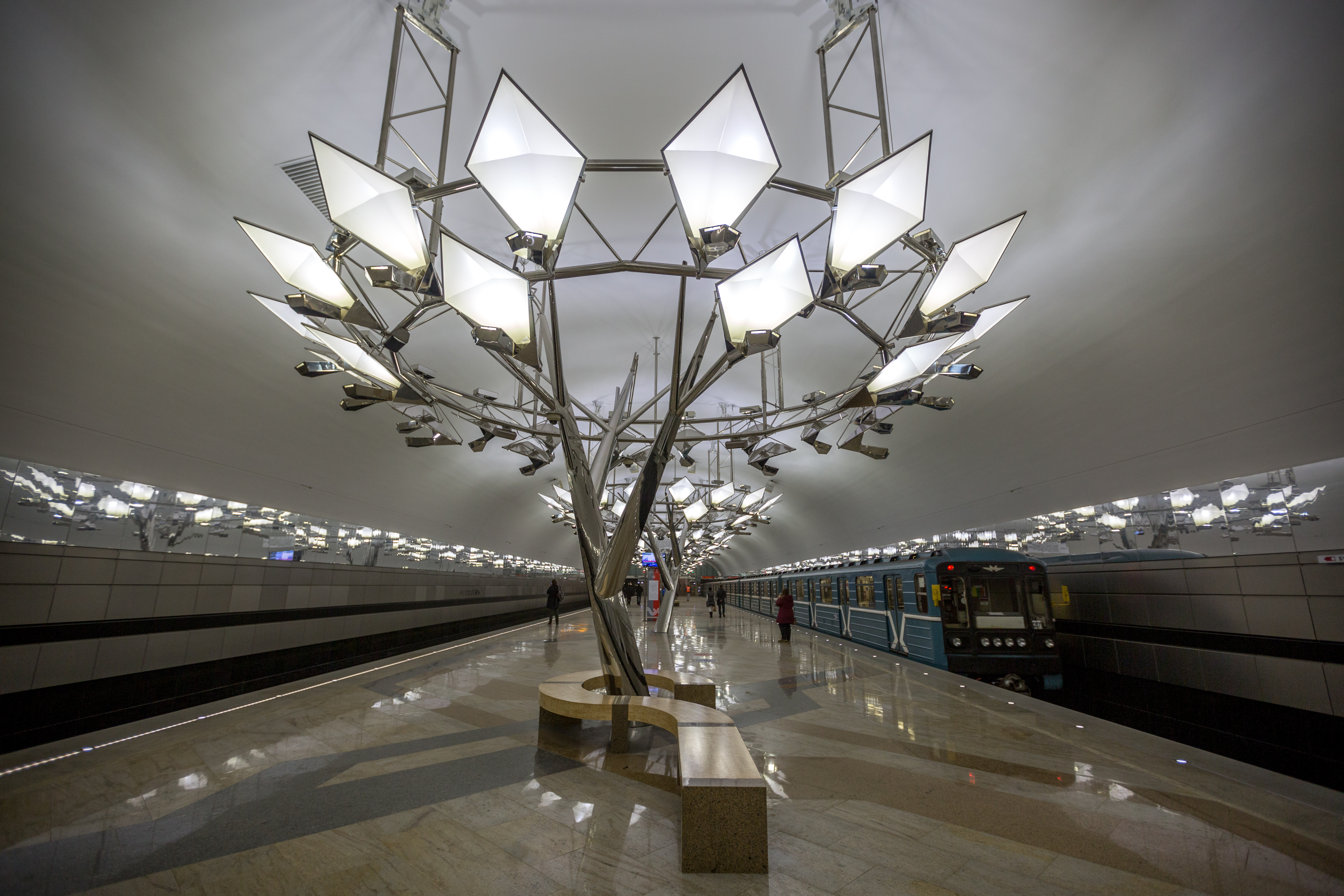
Зал станции в день открытия
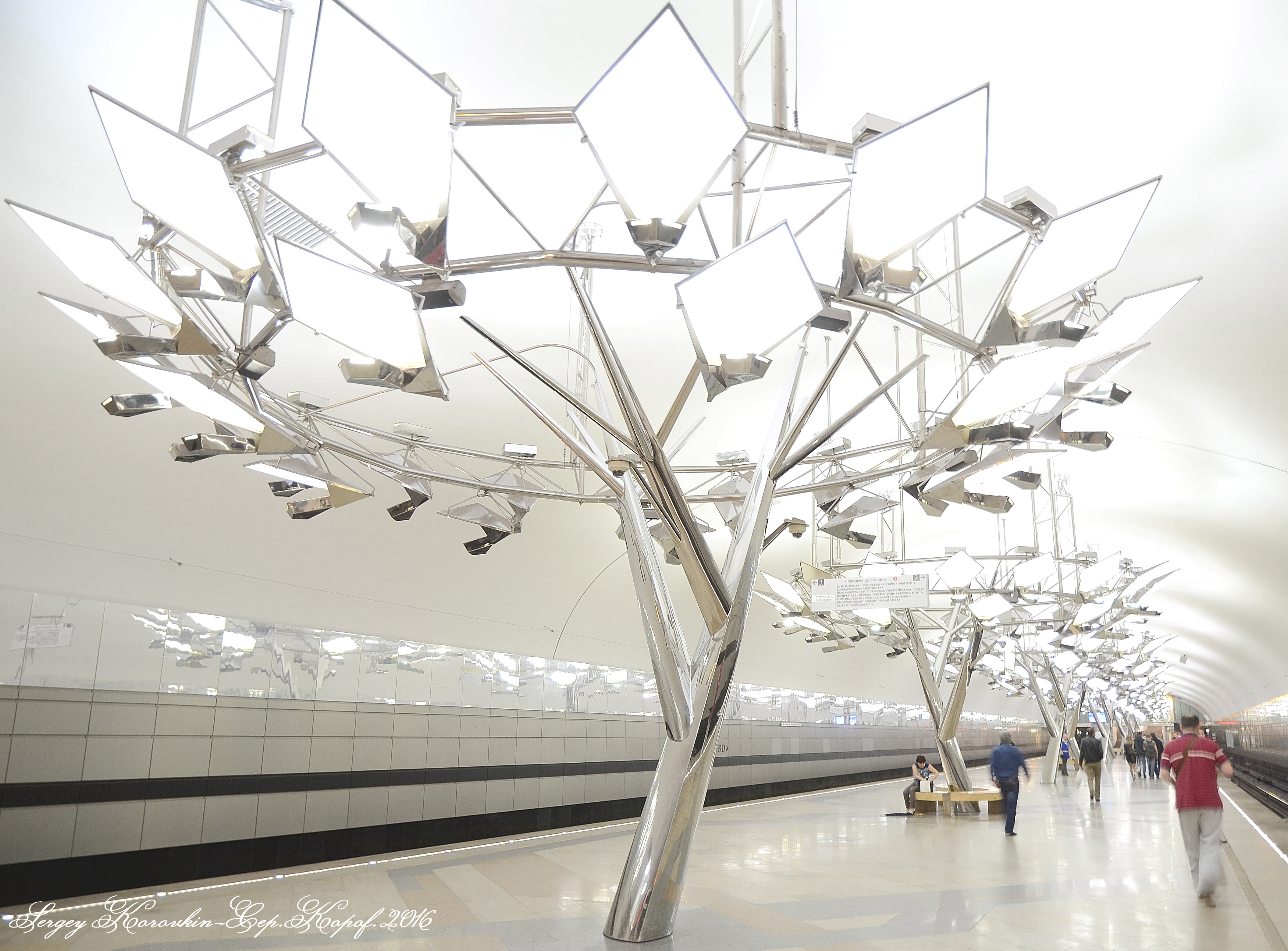
Вид на декоративные «деревья»
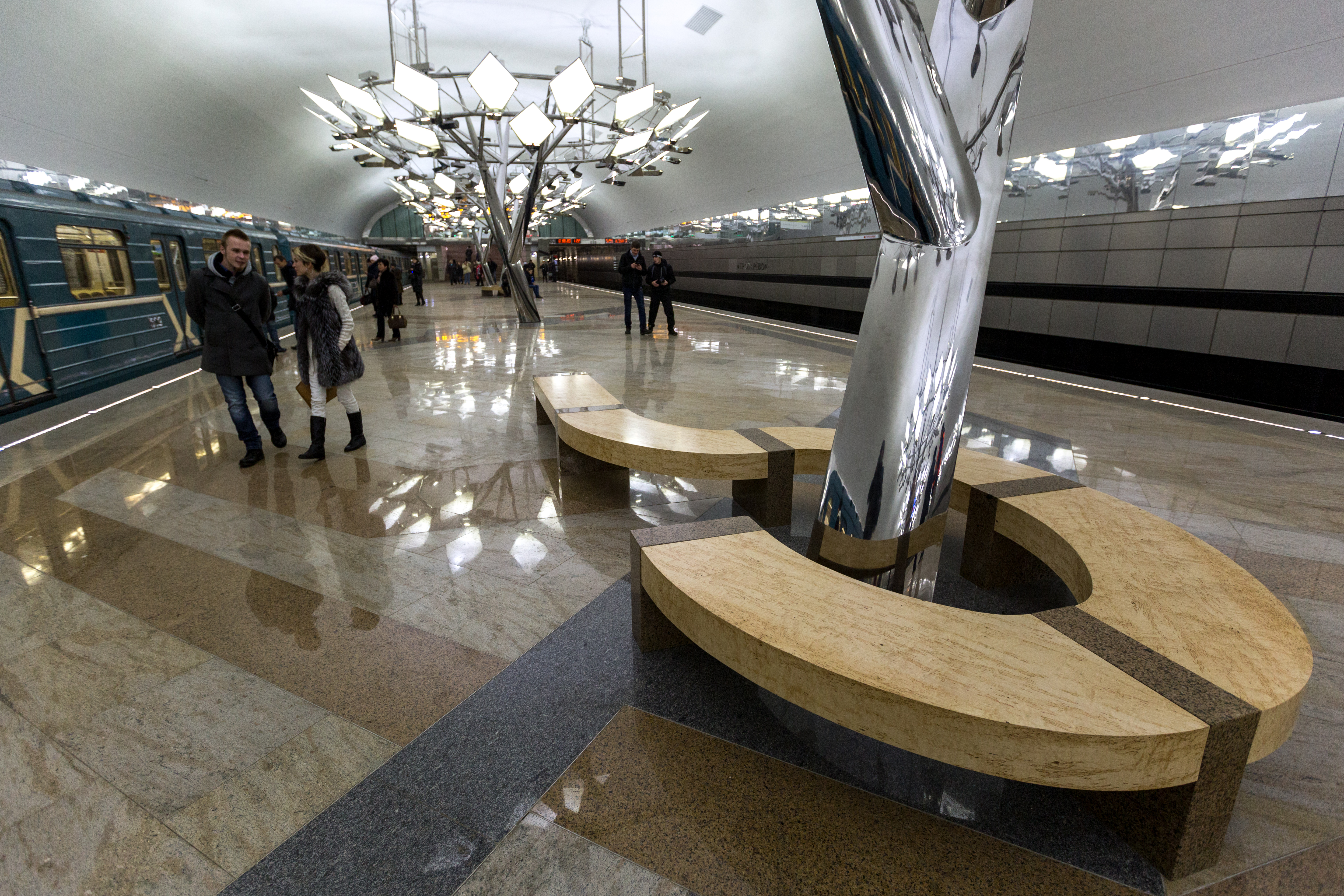
Скамья из карельской берёзы
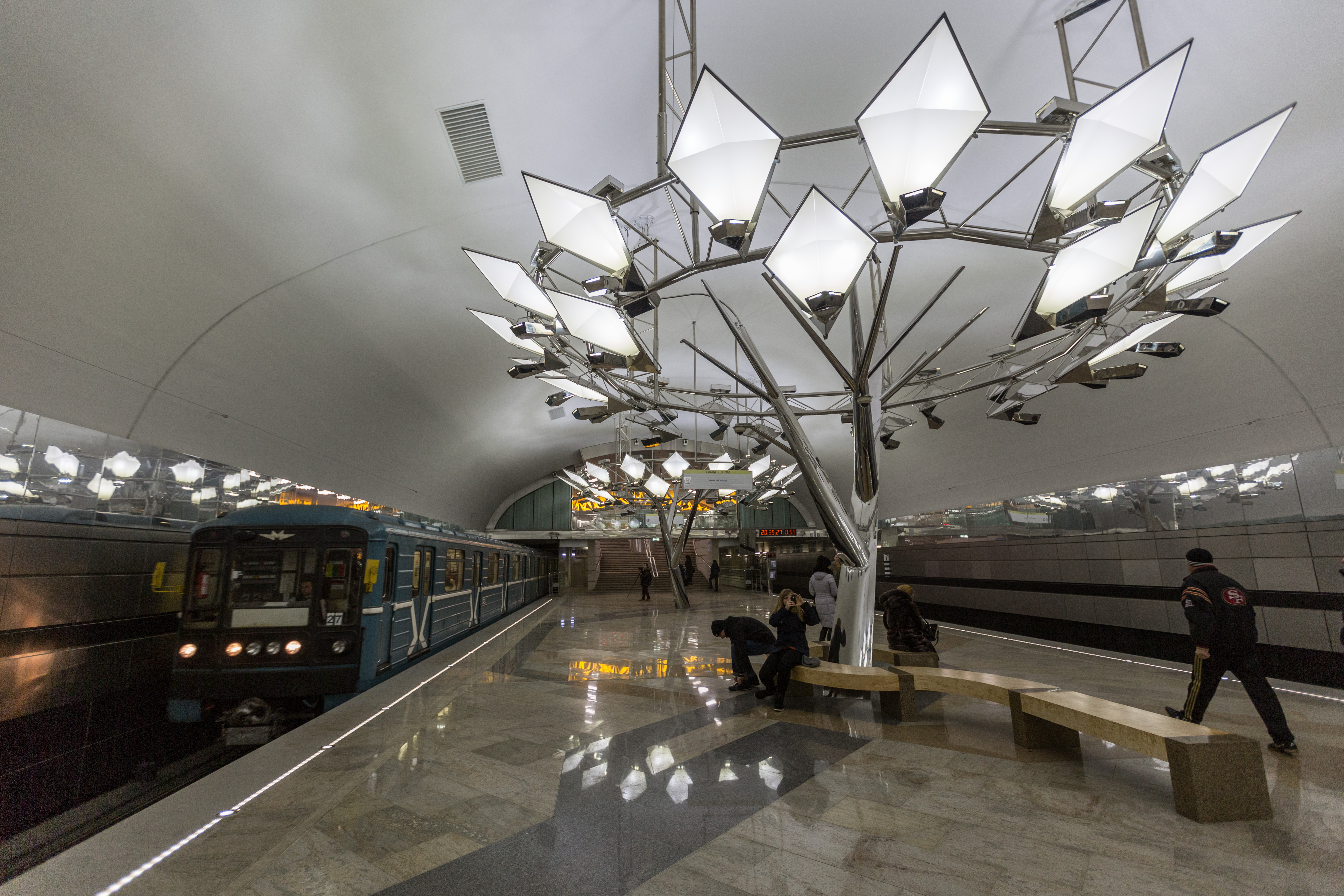
Прибытие поезда
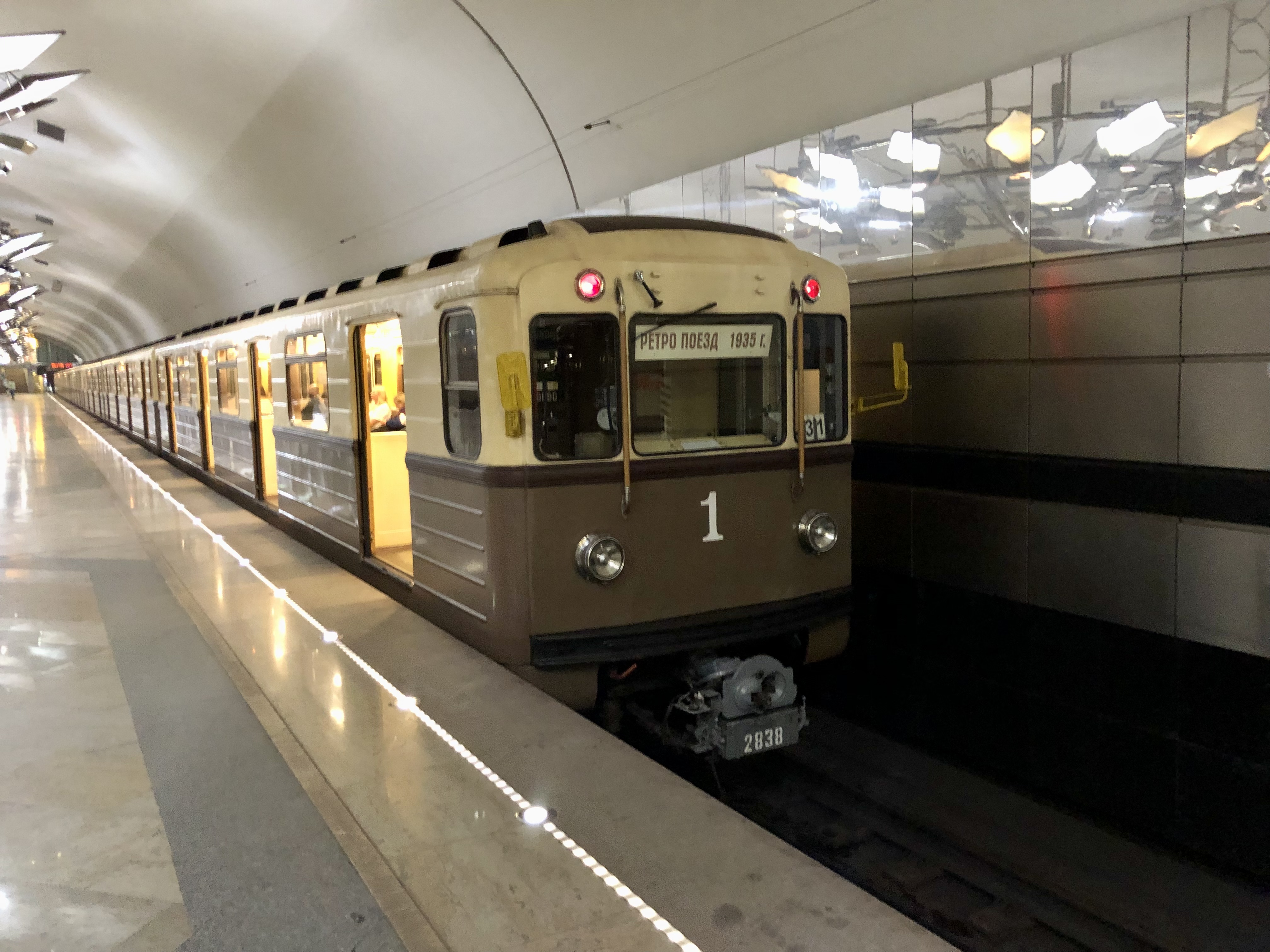
Именной поезд «Сокольники» на станции
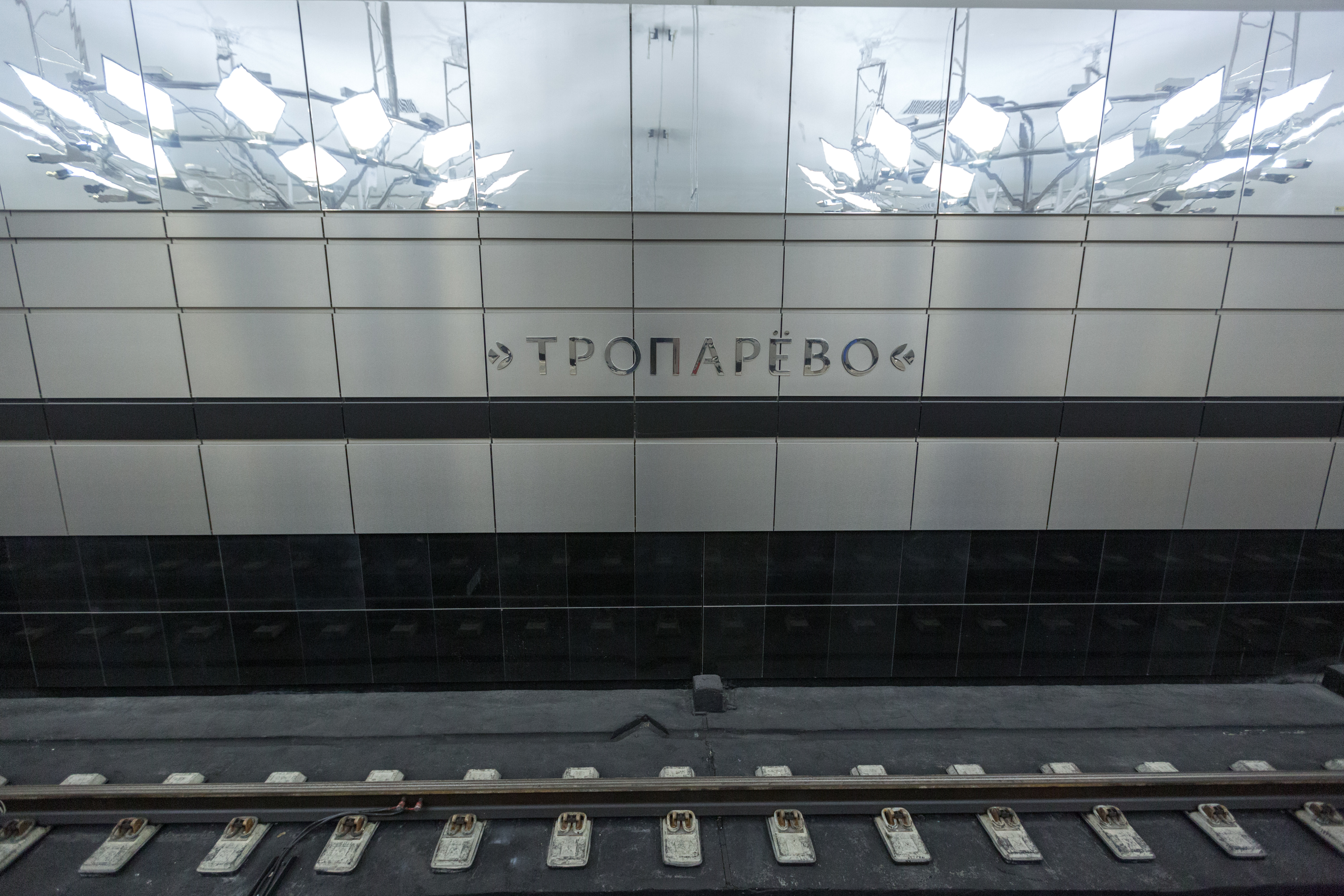
Название на путевой стене
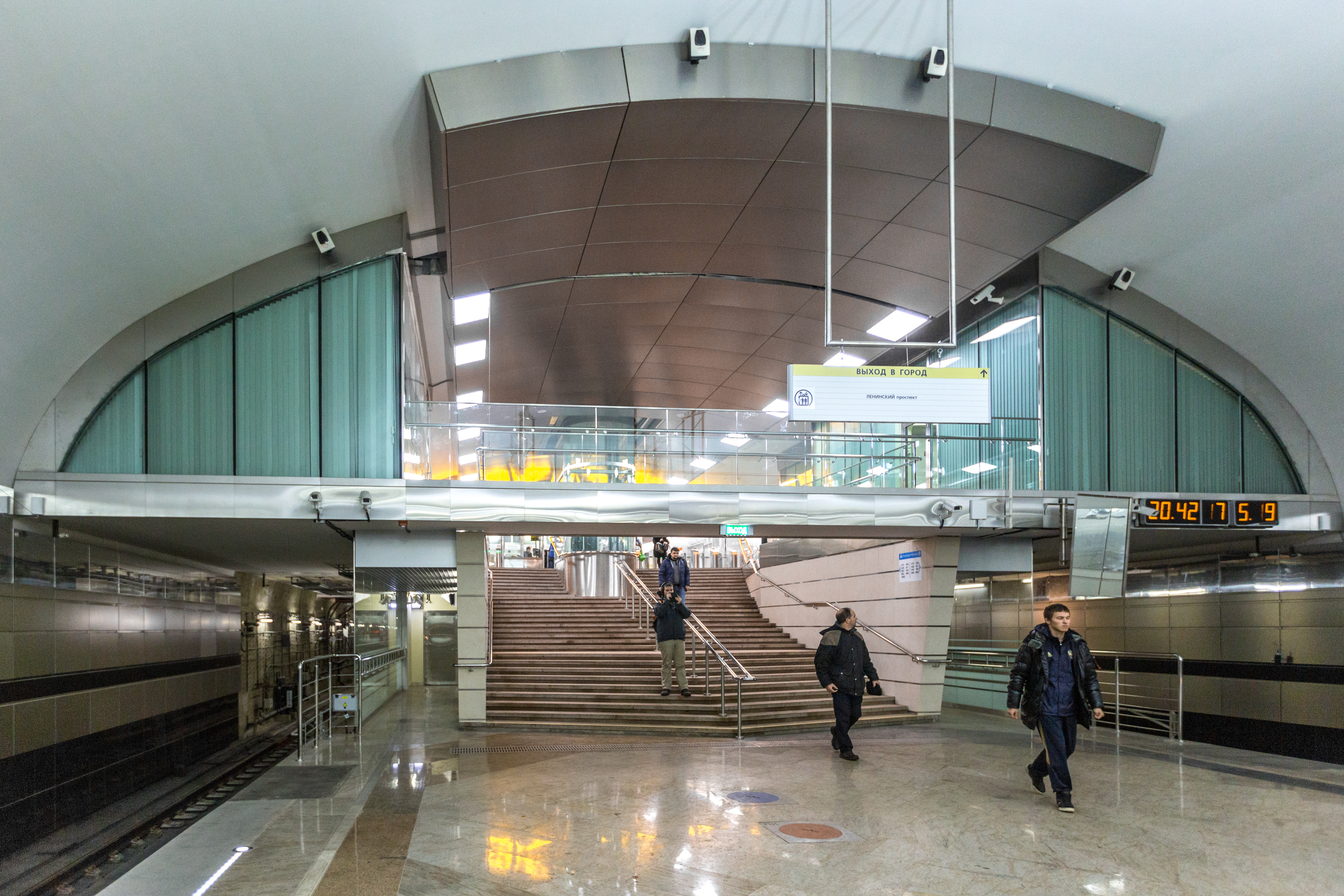
Выход в город
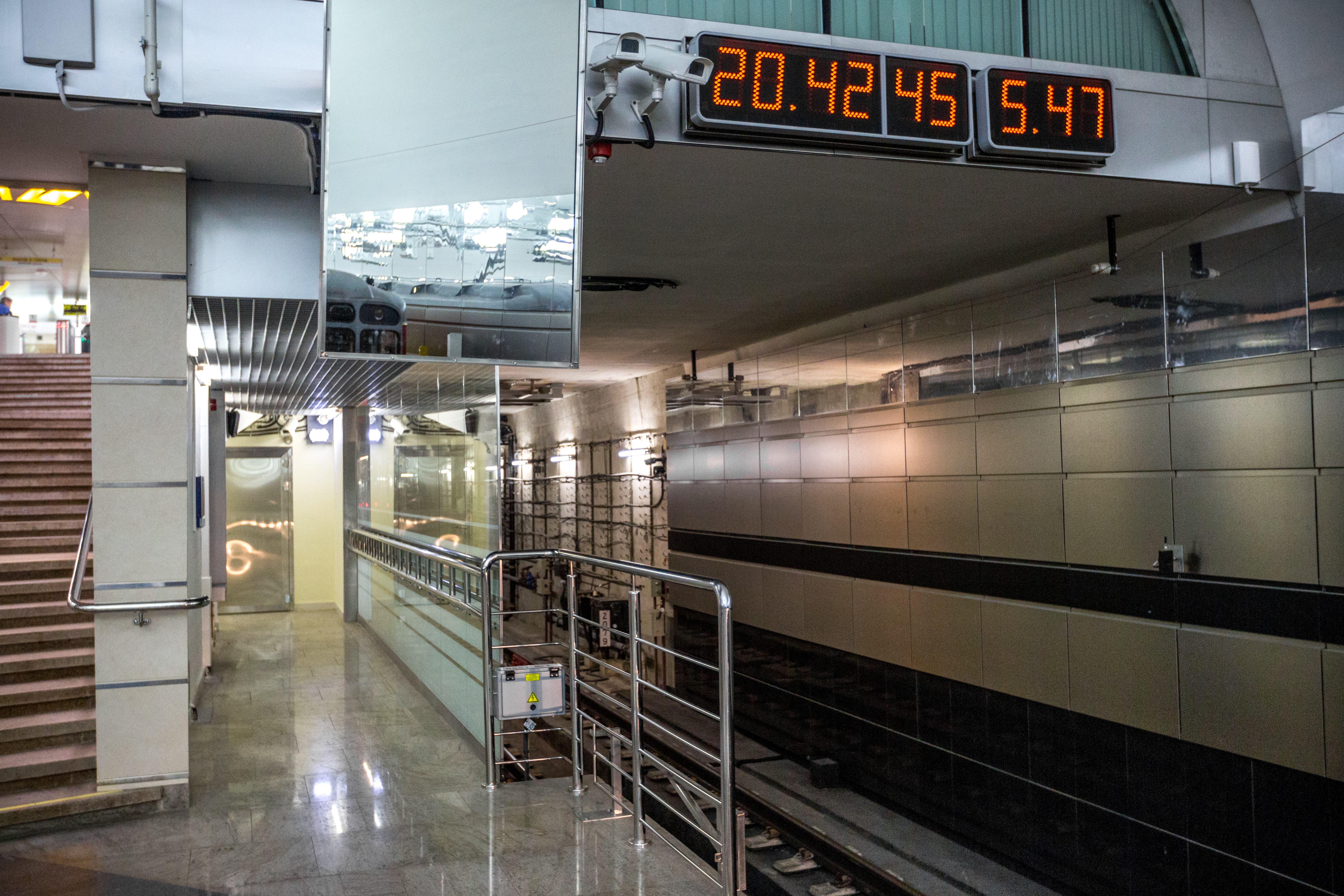
Портал тоннеля и проход к лифту
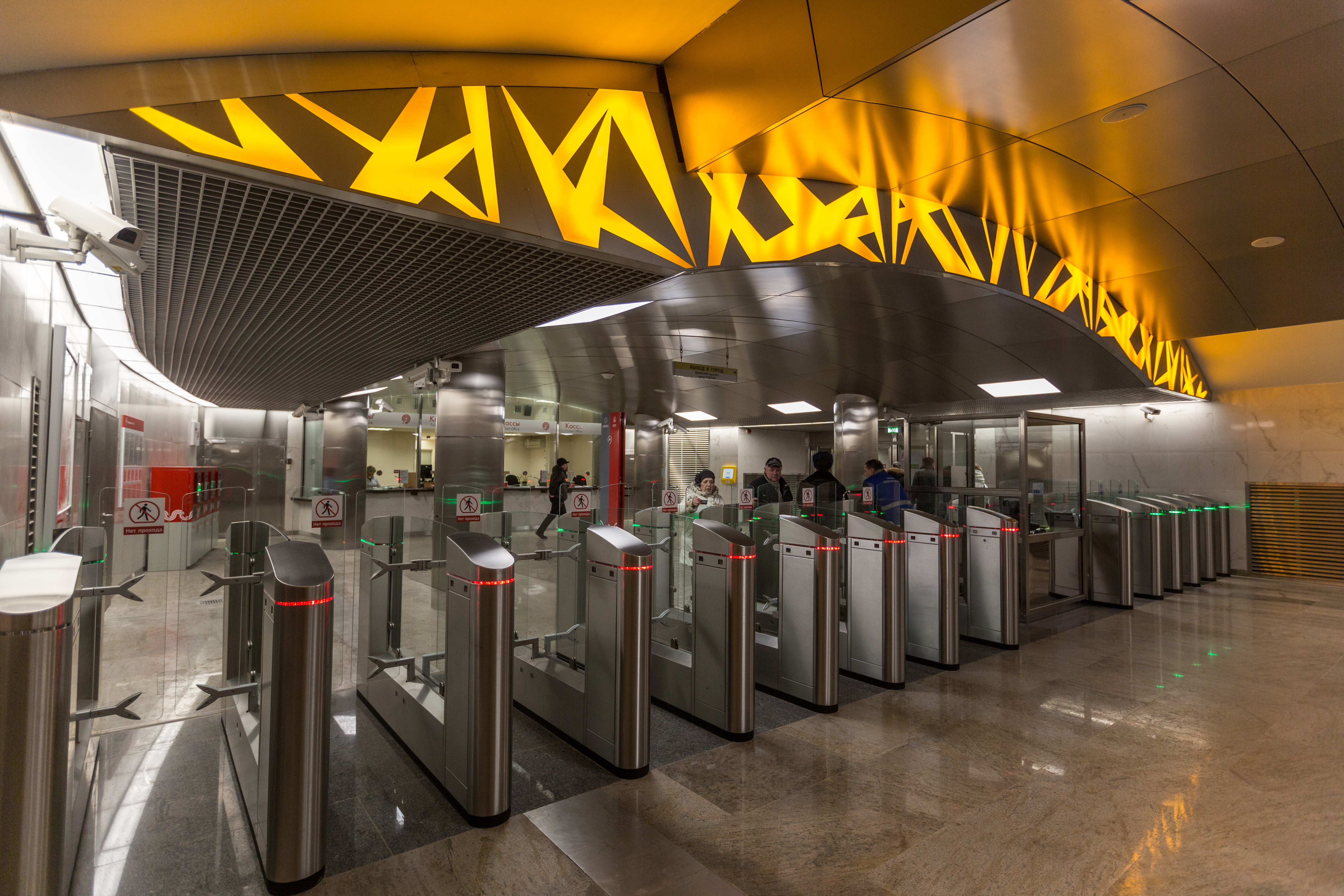
Турникеты
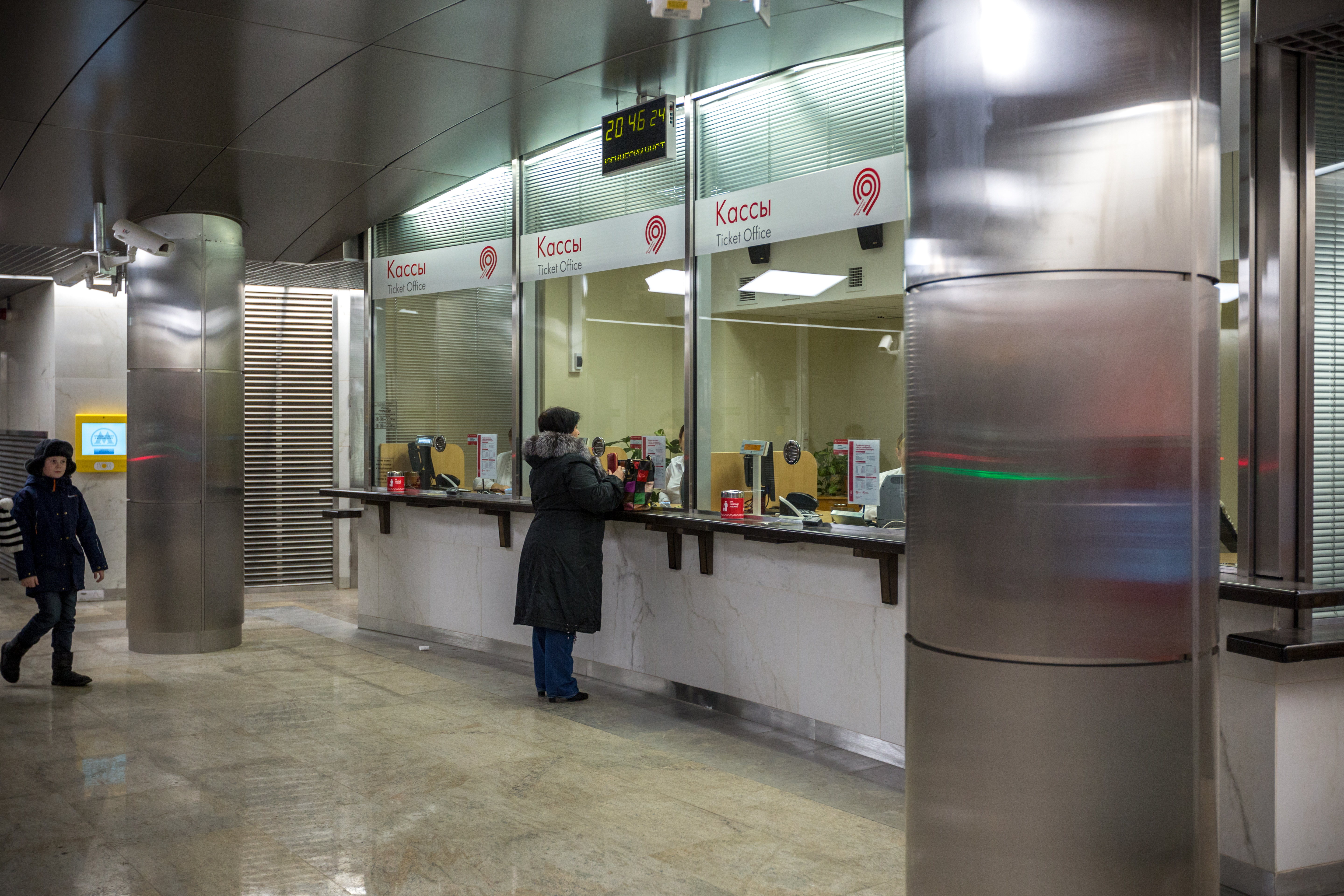
Кассы
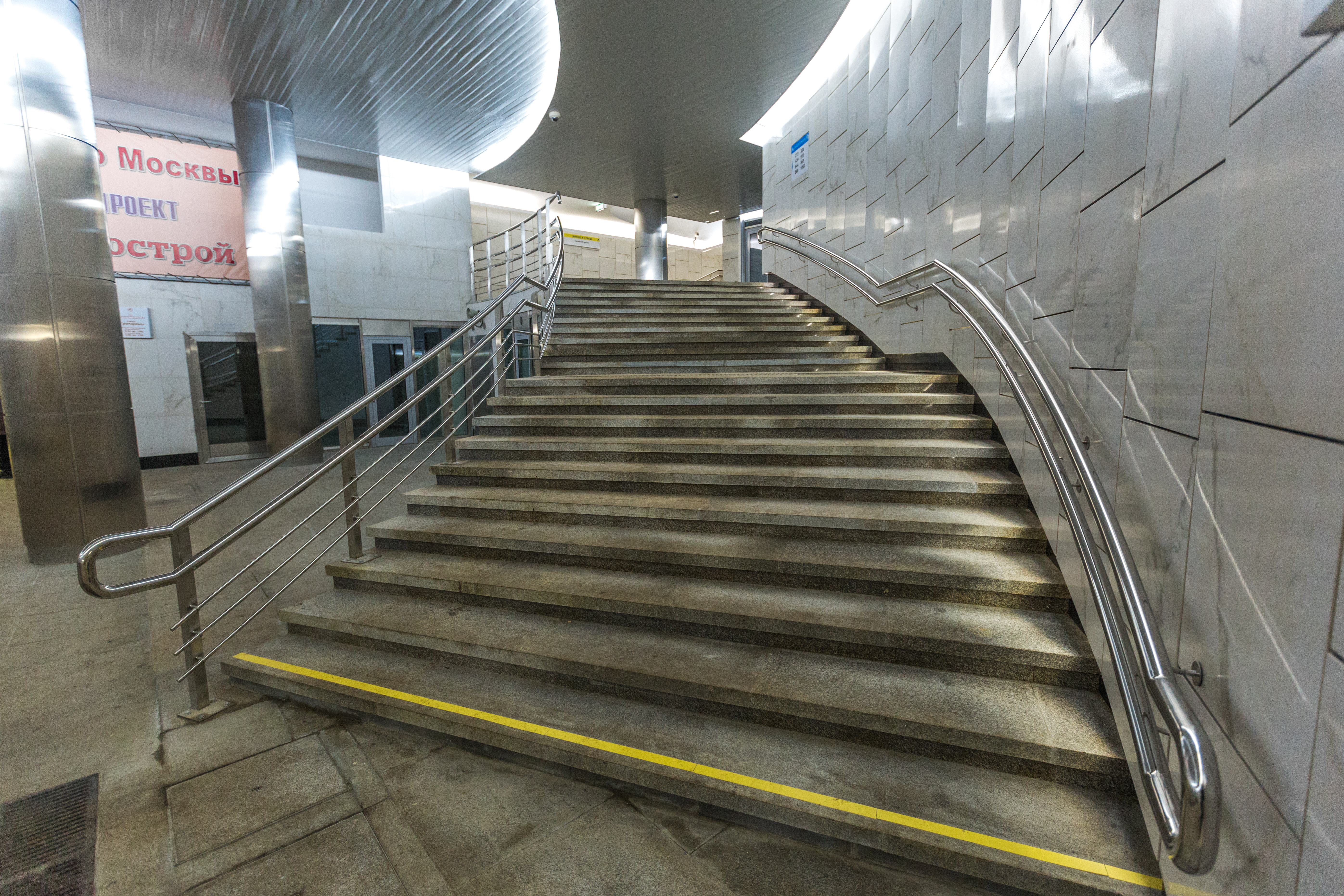
Лестница в вестибюле

### Вестибюли
Станция расположена на чётной стороне Ленинского проспекта. На станции имеется два подземных вестибюля с подземными переходами под Ленинским проспектом. Из юго-западного вестибюля можно выйти к жилому микрорайону по нечётной стороне Ленинского проспекта, а из северо-восточного — на чётную сторону Ленинского проспекта, к Рузской улице и Тропарёвскому лесопарку. Наземные павильоны решены в стиле минимализма. Станция располагает системой лифтов, обеспечивающих доступ с наземной поверхности на уровень кассового зала и на платформу.

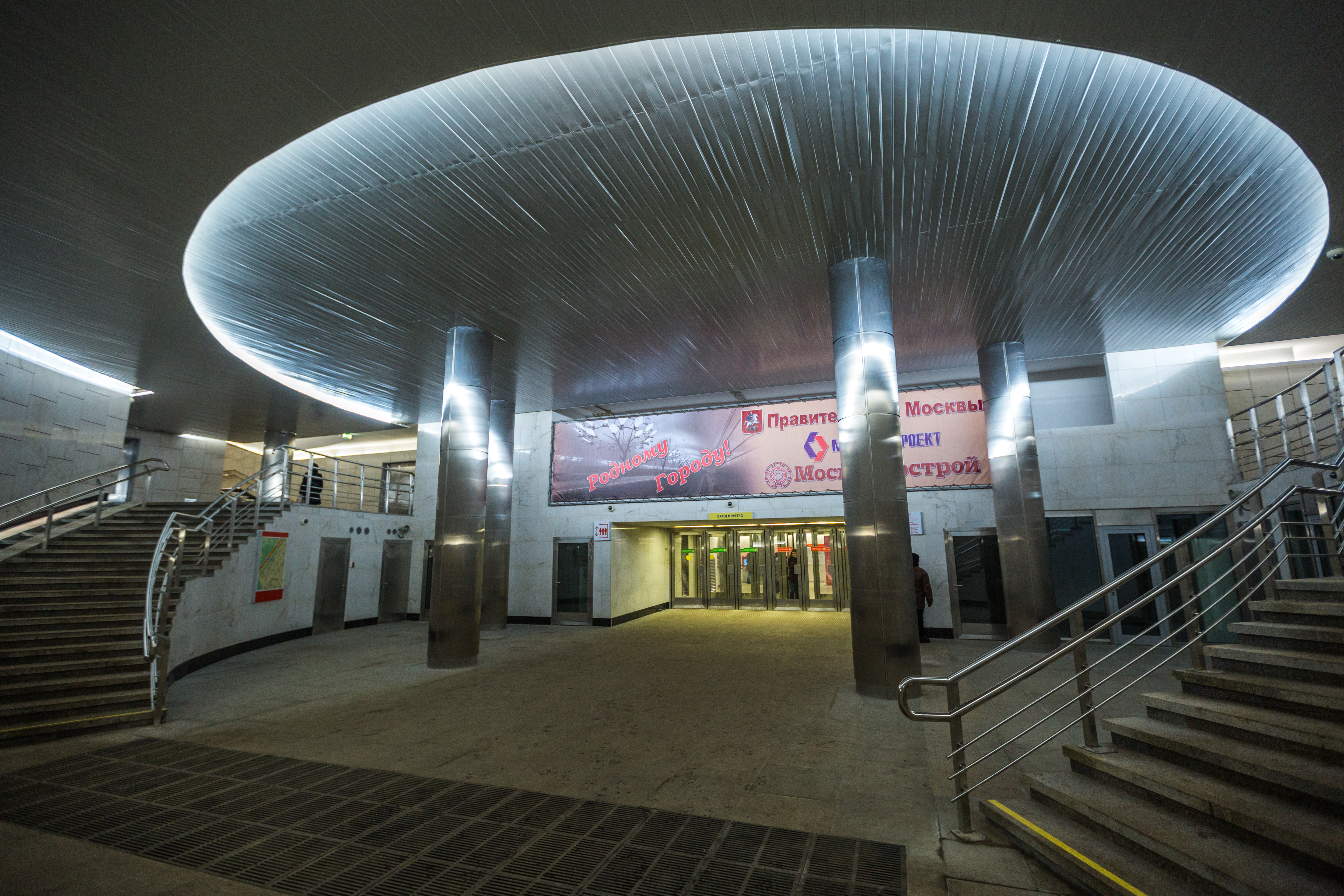
Южный подземный вестибюль
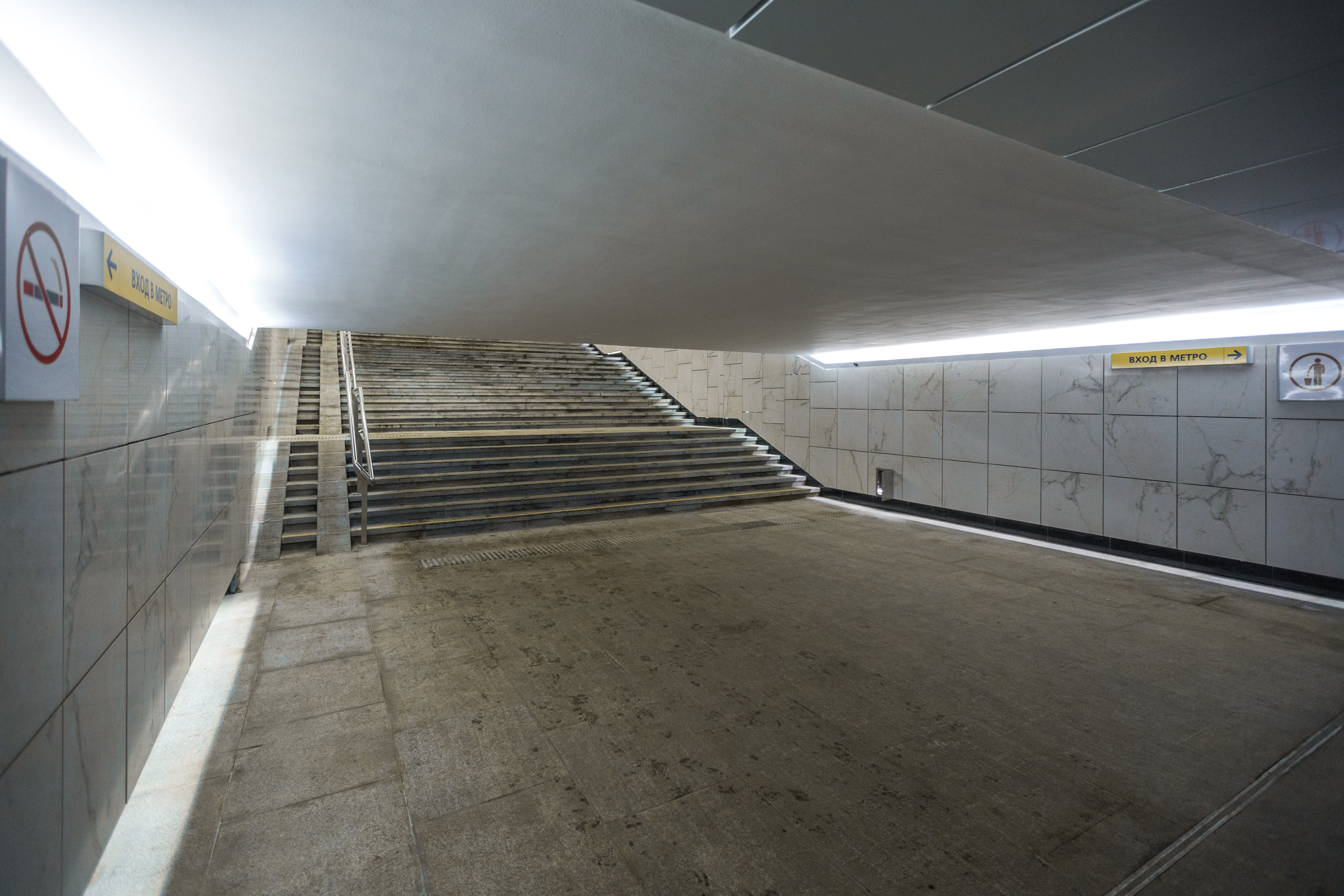
Коридор под магистральным коллектором
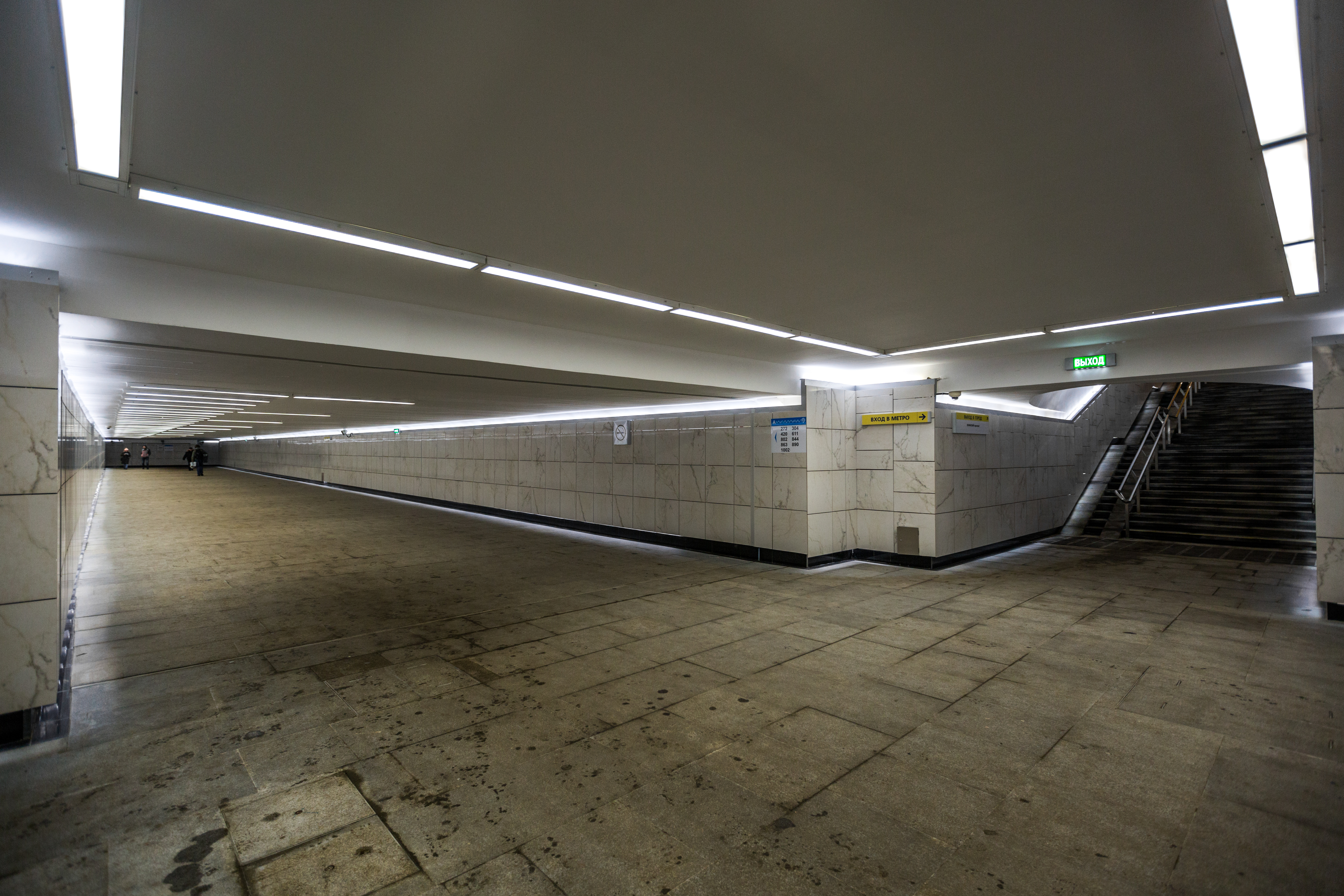
Переход под Ленинским проспектом
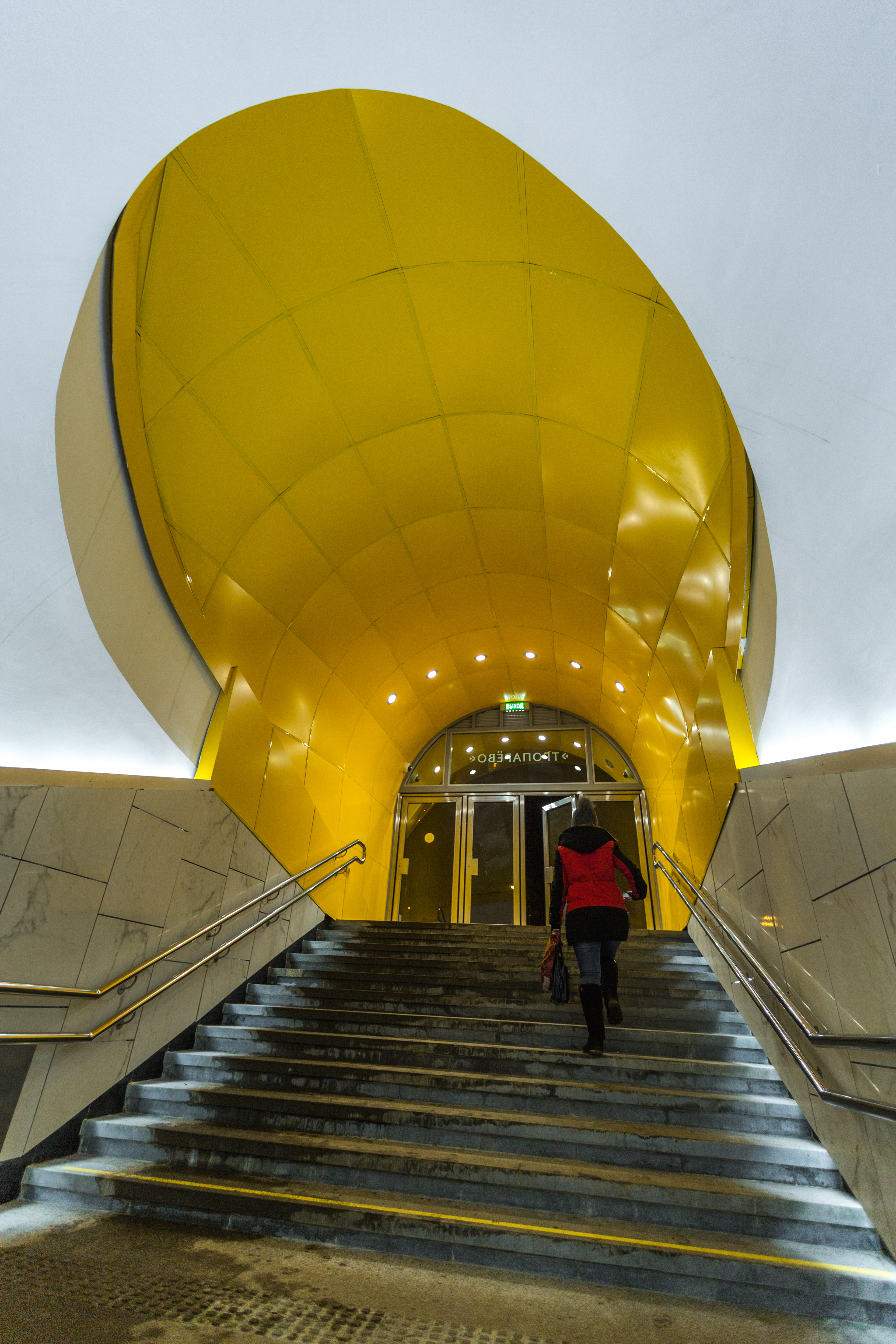
Выход на нечётную сторону Ленинского проспекта
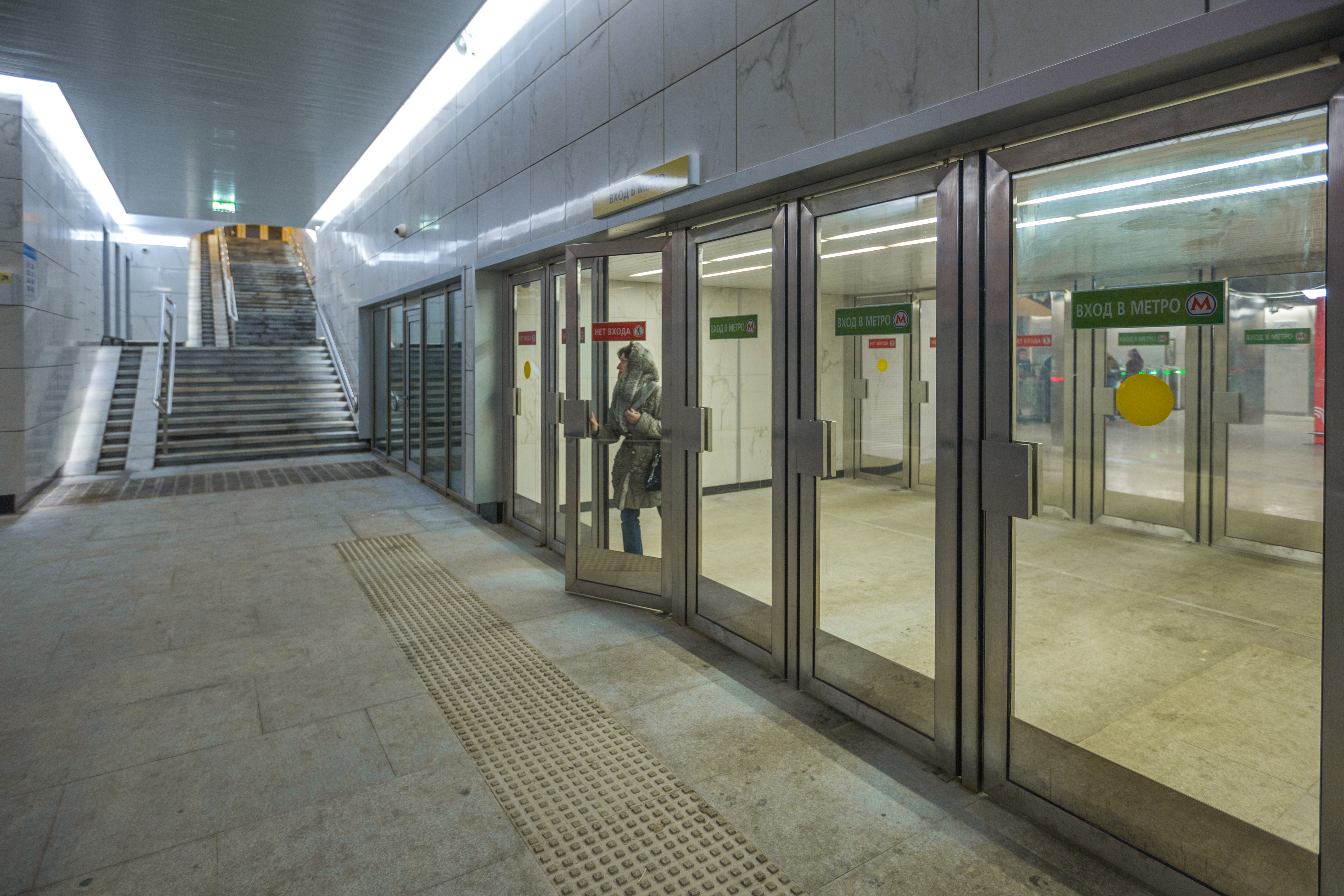
Северный подземный вестибюль
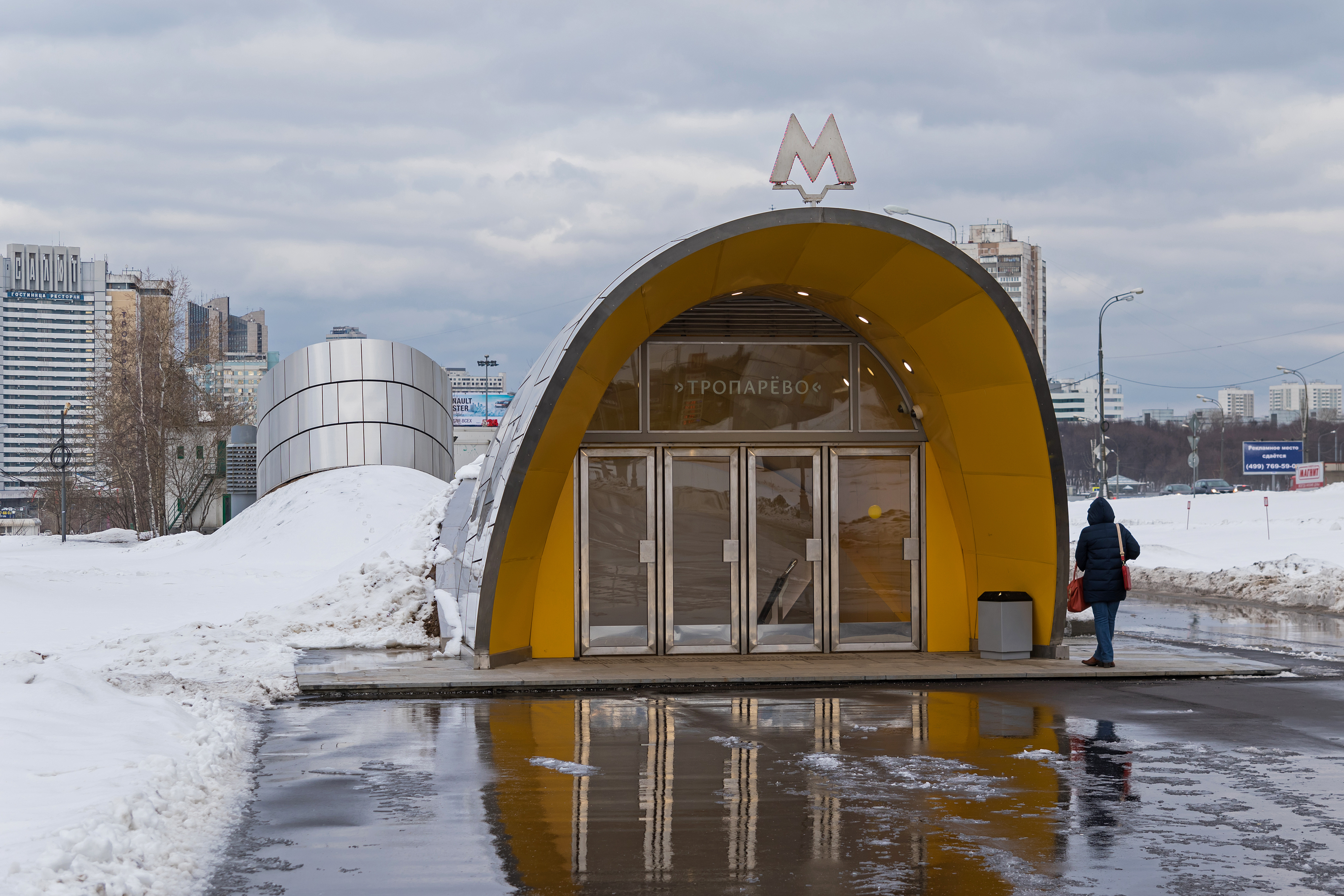
Вход на станцию рядом с Академией Генштаба
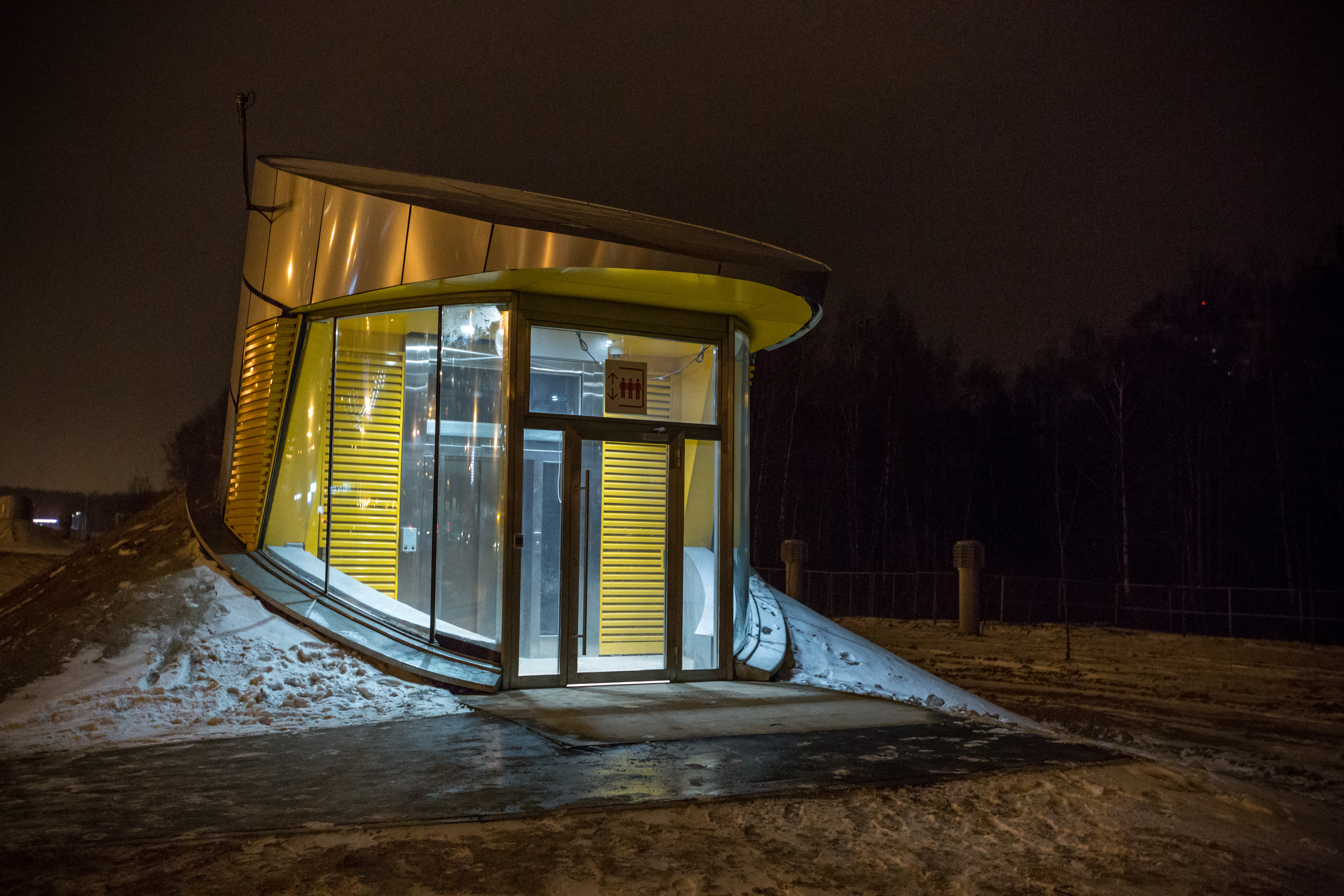
Вход в лифт там же

## Проектные и инженерные работы
АО «Метрогипротранс» осуществлял предпроектные работы до ноября 2011 года. В дальнейшем проектирование и архитектурное оформление станции «Тропарёво» вело ООО ПКБ «Инжпроект».
Управляющая компания по строительству станции — АО «Мосинжпроект».
Выбор местоположения для станции был осложнён застройкой части землеотвода у дома № 123 по Ленинскому проспекту, что потребовало внесения изменений в первоначальный проект 1971 года. Длительность выполнения проектных работ вызвана сложностью подземных коммуникаций на участке строительства.

### Технологии строительства станции
Для бетонирования использовались специальные передвижные опалубочные системы двух типов, обе разработаны российской опалубочной компанией «СТАЛФОРМ Инт» с учётом оборудования, которое уже имелось в распоряжении каждой из строительных компаний.
Монолитные работы по возведению железобетонного свода на станции вели одновременно два подразделения «Метростроя» — ООО «Тоннель-2001» и СМУ-3.
СМУ-3 бетонировал свод с помощью механизированного опалубочного комплекса портального типа, адаптированного к проектным размерам и геометрии свода станции «Тропарёво». Комплекс состоит из основания, оснащённого механизмами для подъёма и передвижения, и опалубки свода, которая точно повторяет форму и проектные размеры сводчатого покрытия «Тропарёва». В процессе выполнения опалубочных работ сначала с помощью гидравлического подъёмного механизма устанавливалась в проектное положение центральная часть опалубки свода, затем подымались торцевые элементы.
После набора бетоном прочности опалубочная система в обратном порядке приопускалась, возвращаясь в транспортное положение, и передвигалась на следующий участок бетонирования. Одно из преимуществ данной системы — это высокие темпы опалубочных работ за счёт механизации процесса перемещения комплекса на новый участок бетонирования. Данная операция занимает у строителей не более 1,5 часов.
Для компании «Тоннель-2001», которой пришлось бетонировать наиболее сложный участок свода с расширением котлована в месте примыкания к платформе бокового выхода, специалистами компании «СТАЛФОРМ Инт» была разработана горизонтально-перемещаемая опалубочная система на оцинкованных рамах СТАТИКО Szn. Её главные преимущества — экономичность и быстрая адаптация к высоте и конфигурации любого свода. Система представляет собой конструкцию опалубки свода, разделённую на три самостоятельных модуля: центральный и два торцевых.
В качестве поддерживающего основания для каждого модуля служит конструкция, собранная из стальных оцинкованных рам системы СТАТИКО Szn.
Монтаж конструкций на нужную высоту производился только один раз — при подготовке к бетонированию первой захватки.
В дальнейшем опалубочные модули в собранном виде с помощью лебёдки перекатываются на следующий участок бетонирования по направляющим, уложенным в лотке станции.
Лотковая часть и стены станционного комплекса бетонировались с использованием крупнощитовой сборно-разборной опалубочной системы из алюминиевых балок МЕГАФОРМ AL.

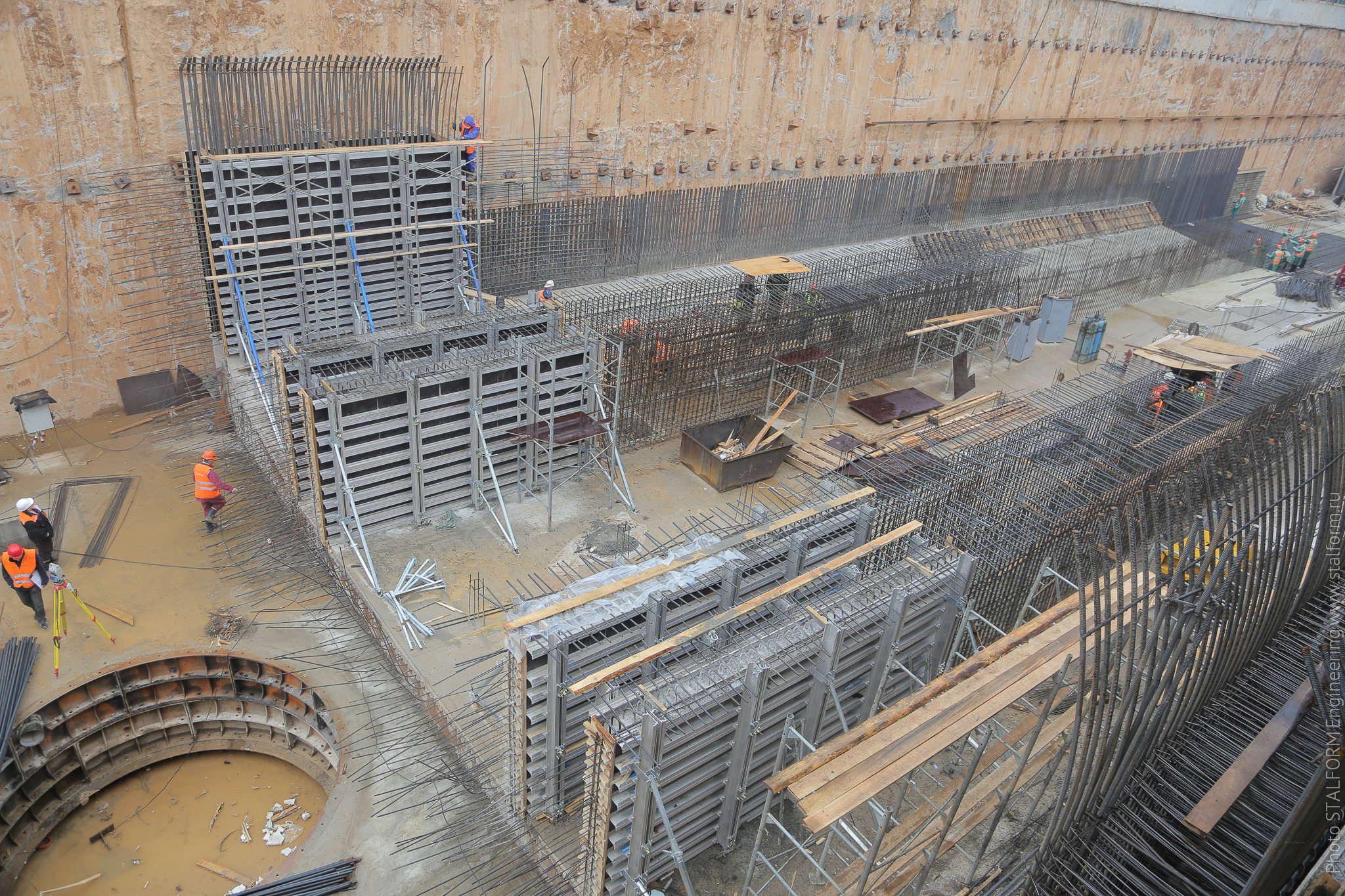
Монолитное строительство станционного комплекса в котловане
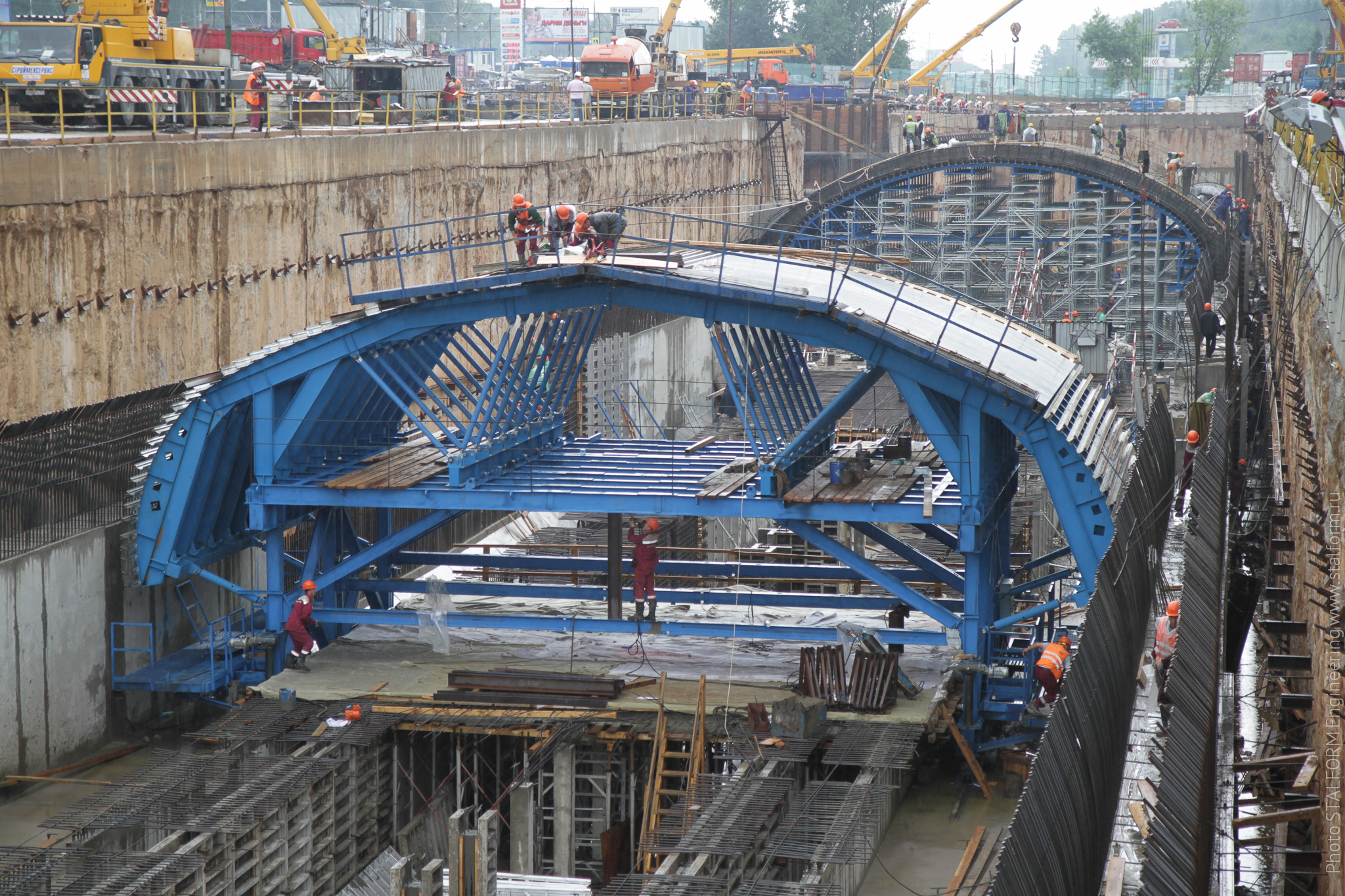
Бетонирование свода в механизированной передвижной опалубке двух типов
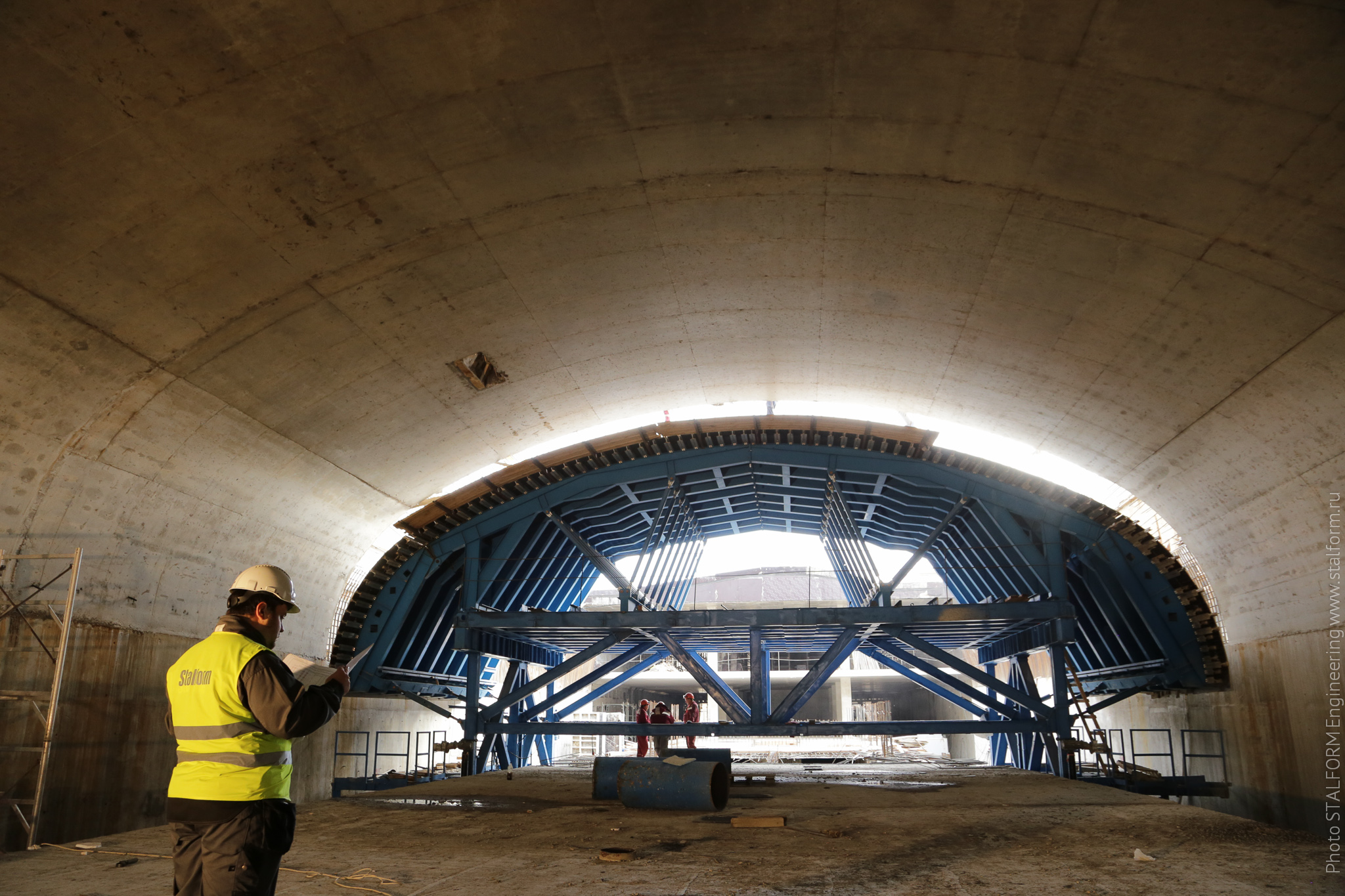
Механизированный портал для бетонирования свода
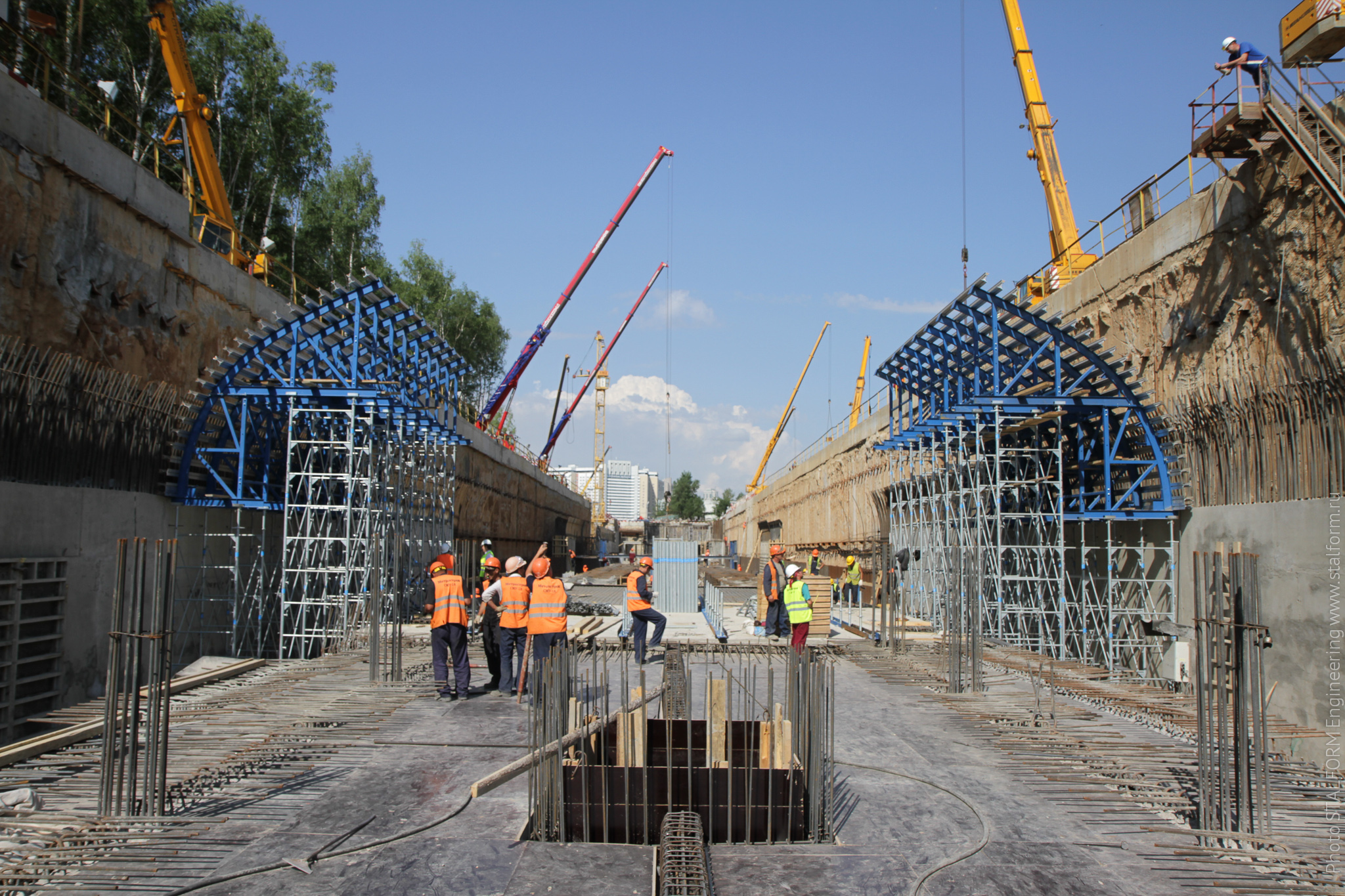
Сборка боковых секций трёхсекционной мобильной опалубки свода
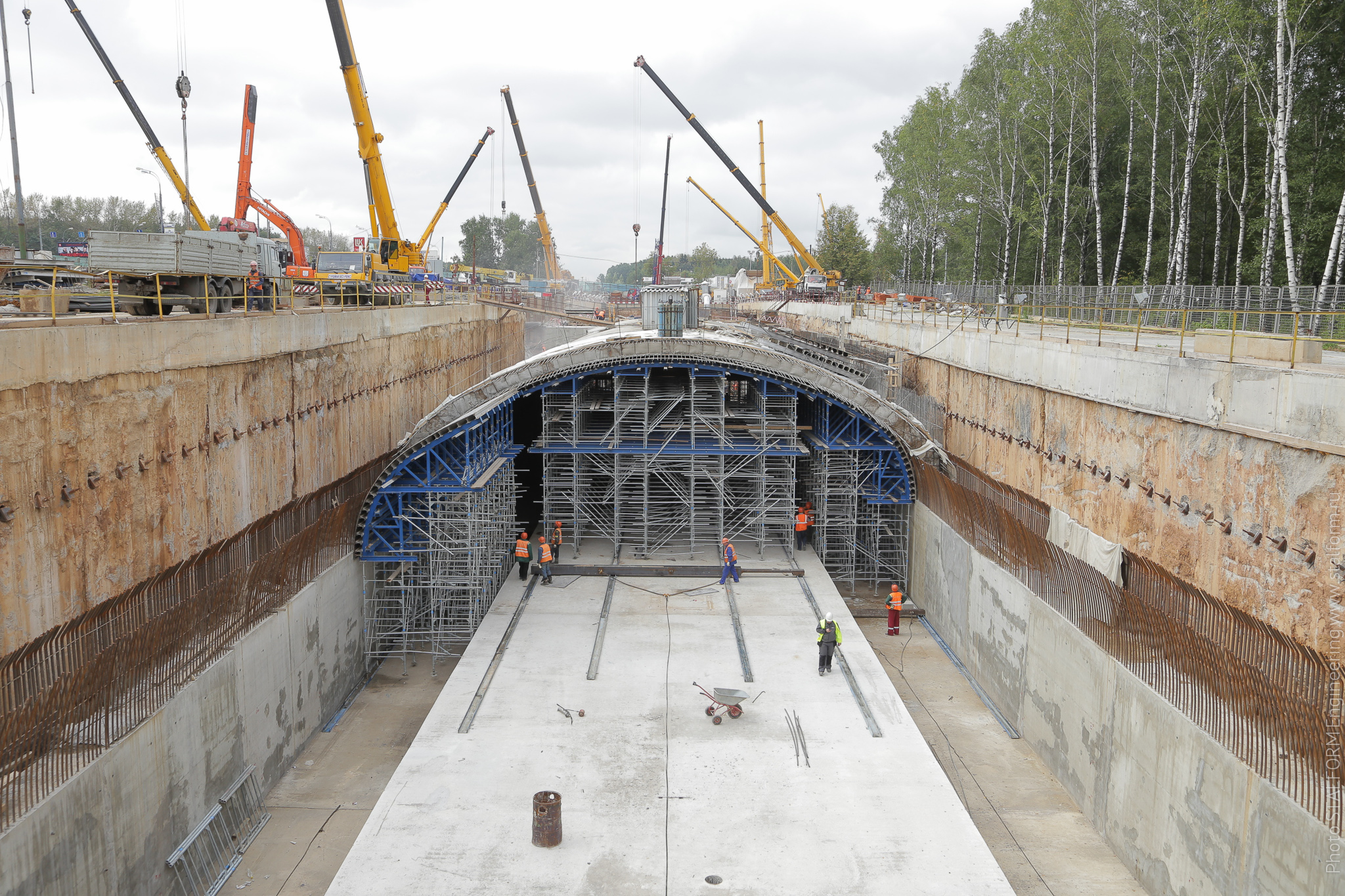
Горизонтально-перемещаемый опалубочный комплекс
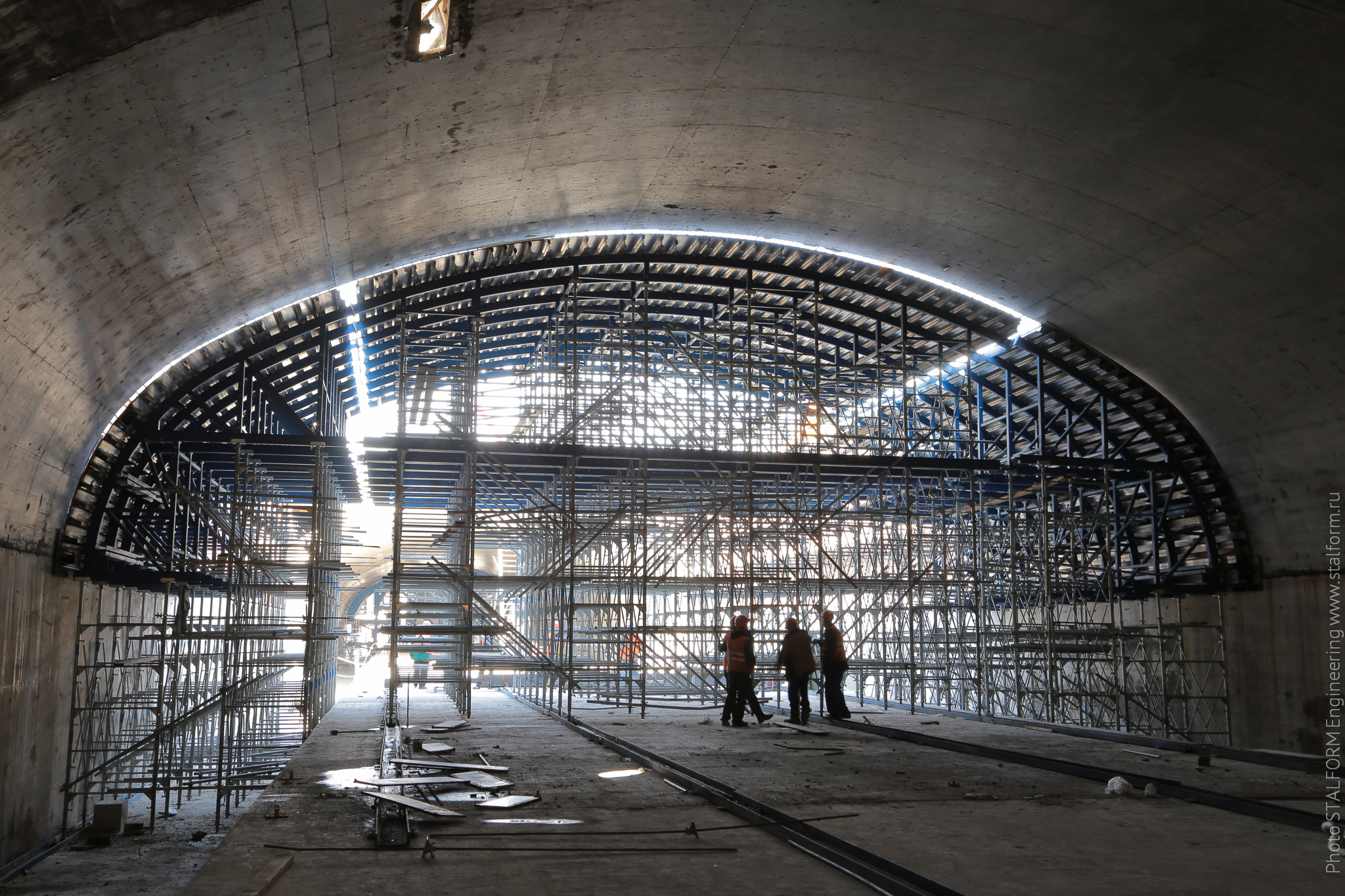
Мобильный опалубочный комплекс на базе системы СТАТИКО Szn

## История строительства
Станция строилась открытым способом подразделениями компании «Мосметрострой».

### Хронология
•  В октябре 2012 года начали проходку тоннеля от станции «Юго-Западная» к станции «Тропарево»
- В августе 2012 года ТПМК «Лия» начал проходку правого перегонного тоннеля в сторону станции «Румянцево»[9].
- Октябрь 2013 года — монолитные работы завершены, начата наладка инженерных систем[10].
- 3 декабря[значимость факта?] 2014 года на участке был введён режим метрополитена, на контактный рельс было подано напряжение и прошёл пробный поезд. В течение нескольких следующих дней производилась круглосуточная обкатка участка поездами в челночном режиме[значимость факта?].
- 6 декабря 2014 года было произведено закрытие на сутки участка Сокольнической линии от станции «Университет» до «Юго-Западной», изначально планировавшееся на 8 ноября[11], для подключения перегона до «Тропарёва» к действующей инфраструктуре метрополитена, проверки исправности оборудования и инженерных систем[12]. Повторное закрытие участка вместе с «Тропарёвым» было осуществлено со 2 по 5 января 2015 года[13] для переоборудования съездов за станцией «Юго-Западная».
- Начиная с 7 декабря 2014 года поезда Сокольнической линии после высадки пассажиров на станции «Юго-Западная» следовали через «Тропарёво» и производили оборот в тупиках за станцией[14][15].

### Пуск
Станция открылась 8 декабря 2014 года в составе участка «Юго-Западная» — «Тропарёво», став 196-й станцией Московского метрополитена.
В церемонии открытия принимали участие мэр Москвы Сергей Собянин и начальник Московского метрополитена Дмитрий Пегов, в ходе мероприятия им был показан поезд 81-760/761 «Ока». После осмотра высокими гостями он отправился обратно в депо «Владыкино», причём до станции «Охотный Ряд» следовал с пассажирами. В честь события было выпущено 300 тысяч праздничных проездных билетов.

## Пассажиропоток
- 13 февраля 2015 года была объявлена численность пассажиропотока в 27,7 тыс. пассажиров в сутки[17].
- Через некоторое время было сообщено, что пассажиропоток на станции составил 70 тыс. человек, что разгрузило станцию «Юго-Западная» на 20 тысяч[18][19].

## Наземный общественный транспорт
На этой станции можно пересесть на следующие маршруты городского пассажирского транспорта:
- Автобусы: м27, е10, 281, 343, 485, 553, 642, 816, 877, 890, Sk4

## Станция в цифрах
- Таблица времени прохождения первого поезда через станцию[21]:

| По чётным числам                 | Будние дни | Выходные дни |
| По нечётным числам               | Будние дни | Выходные дни |
| В сторону станции «Юго-Западная» | 05:59:00   | 05:59:00     |
| В сторону станции «Юго-Западная» | 05:41:00   | 05:41:00     |
| В сторону станции «Румянцево»    | 06:09:00   | 06:09:00     |
| В сторону станции «Румянцево»    | 05:44:00   | 05:44:00     |